# 비남초등학교
비남초등학교는 대한민국 충청남도 서천군 비인면 충서로 731 (관리)에 있었던 공립 초등학교이다.

## 연혁
- 1946년 10월 1일 비인국민학교 관리분교장 개교
- 1949년 9월 30일 관리국민학교 승격
- 1965년 12월 10일 비남국민학교로 교명 변경
- 1984년 1월 23일 병설유치원 개원
- 1996년 3월 1일 비남초등학교로 개칭
- 2007년 3월 1일 비인초등학교로 통폐합